# Termoaparati
Termoaparati a.d. je kompanija osnovana 1946. godine. Sjedište društva je u Istočnom  Sarajevu. Osnovna djelatnost kompanije je proizvodnju procesne opreme. Kompanija ima više od 65 godina tradicije i iskustva na domaćem i svijetskom tržištu. Generalni direktor komapnije je Vladimir Subotić.

## Sertifikati
Sertifikat ISO 9001-2008 TÜV SÜD Industrie Service GmbH za posude pod pritiskom -b97/23/EG Modul G DIN EN 13445}-.

## Proizvodnja
Osnovna djelatnost fabrike je proizvodnja procesne opreme, energetske opreme i komponenti za :
- termoelektrane i toplane
- hidroelektrane
- postrojenja za preradu nafte i gasa
- petrohemiju
- metalurgiju
- hemijsku industriju
- prehrambenu industriju
- građevinarstvo i dr.

## Proizvodni program
U proizvodni program TERMOAPARATI AD spadaju :
- sve vrste posuda pod pritiskom
- sve vrste rezervoara za tečni naftni gas (LPG), tečna goriva, vertikalne i horizontalne.
- ekspanzione posude
- izmjenjivači toplote, sa ravnim i "U" cijevima, sa zavarenim ili uvaljanim cijevima (TEMA i dr.)
- vazduhom hlađeni izmjenjivači toplote
- predgrijači pare
- paneli za hlađenje
- rafinerijske i petrohemijske kolone
- izrada mašinskih instalacija, gasovoda i naftovoda
- čelične konstrukcije
- metalurški lonci
- komponente za građevinske mašine i rudarske mašine
- montaža, sanacija i remont postrojenja
- hidromehaničku opremu (difuzori, ustave, radijalni zatvarači i sl.)
- cijevne i poligonalne stubove za antene, rasvjetu, kontaktne mreže, dalekovode i žičare
- izrada tehničke dokumentacije

Tehnička služba projektuje samostalno i izrađuje konstrukciono-tehnološku dokumentaciju. Po potrebi sarađuje sa domaćim i inostranim projektantskim organizacijama, institutima i naučnoistraživačkim centrima. Proizvodi se rade po sledećim standardima: JUS EN, BAS EN, DIN EN, AD MERKBLATT i dr.

## Spoljašnje veze
- Web sajt